# Hyacinthe Rigaud
Hyacinthe Rigaud ili pravim imenom Hyacinthe Rigau y Ros, (Perpignan, 18. srpnja 1659. – Pariz, 29. prosinca 1743.) bio je francuski barokni slikar katalonskog podrijetla. 
Kao sin krojača radio je u očevoj radionici, a kasnije se posvetio slikarstvu. Učenik je glasovitog slikara Charlesa Le Bruna. Od 1682. godine bio je profesor, a kasnije i ravnatelj pariške Akademije. Bio je dvorski slikar Luja XIV. i Luja XV. Pod utjecajem Tiziana, Van Dycka, Rubensa i Rembrandta slikao je povijesne i mitološke prizore i kompozicije. Uskoro je postao omiljen i slavan u široj javnosti; slikao je popularne osobe iz aristokratskih, umjetničkih i crkvenih krugova, najčešće u kićenim kostimima i dekoru. Njegovo najpoznatije umjetničko djelo je Portret Luja XIV. u krunidbenom ornatu koje je naslikao 1701. godine, danas je izloženo u Louvreu. Hyacinthe Rigaud je uglavnom slikao samo portrete, a većina njegovih slika nastala je u Parizu. 

## Rigaudove važne umjetničke slike
- Portret Luja XIV. u krunidbenom ornatu
- Gian Francesco II Brignole Sale
- Portret Charlesa Le Bruna
- Portret Louisa Francuskog (1682-1712).
- Portret Luja XV.
- La Menasseuse
- Portret Suzane Bourbonske